# Fallrückzieher

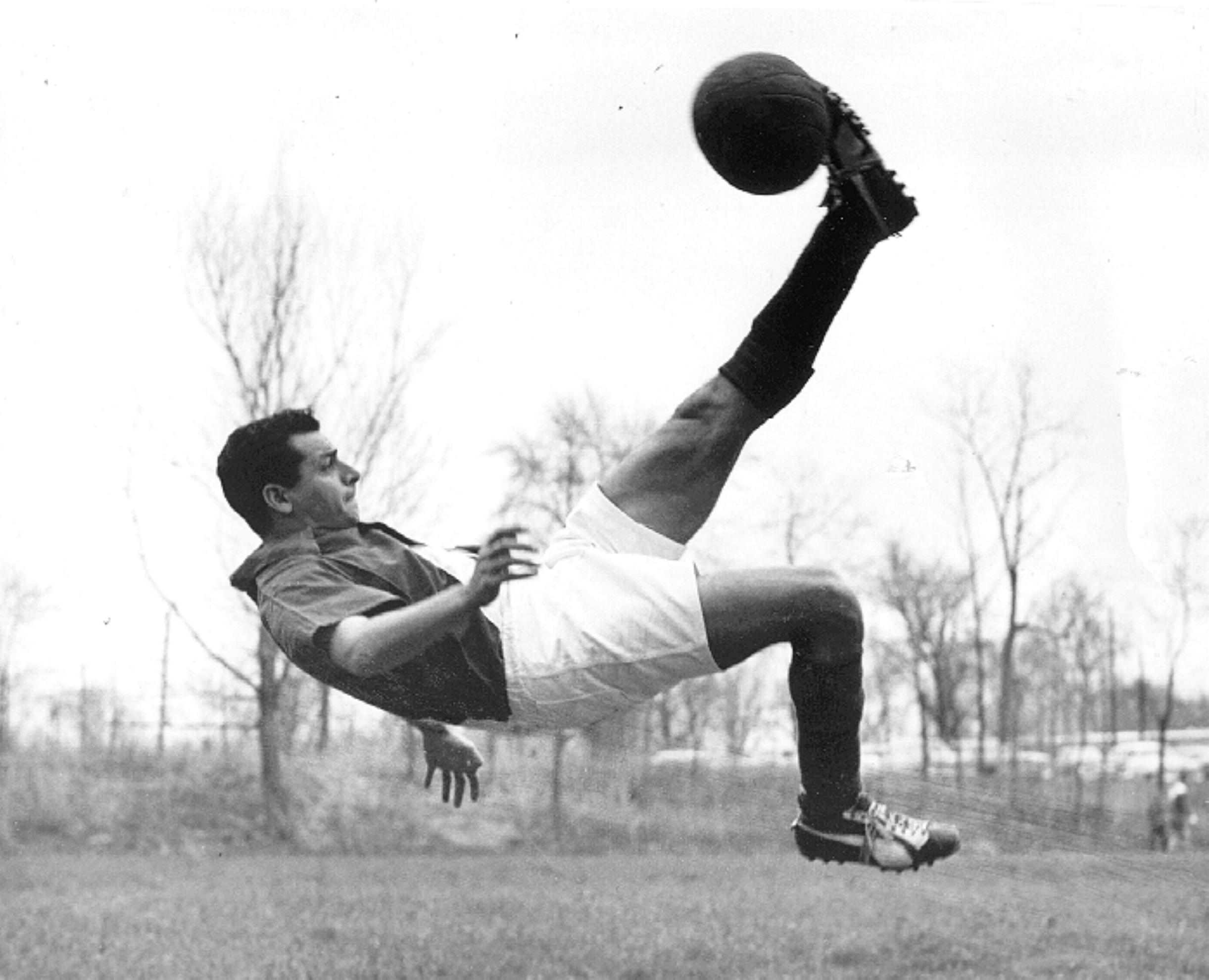
Fallrückzieher des US-amerikanischen Nationalspielers Ruben Mendoza

Der Fallrückzieher ist eine im Fußball verwendete Technik, den Ball zu spielen oder ins gegnerische Tor zu befördern.
Der Fallrückzieher ist eine besondere Variante des Rückziehers und des Scherenschlags. Der Spieler steht mit dem Rücken zu seinem Ziel, lässt sich mit leichtem Sprung nach hinten auf den Rücken fallen und schlägt den Ball volley mit dem Spann. Der Ball fliegt über den Kopf des Spielers und landet idealerweise im Tor oder wird so durch den Abwehrspieler vor dem Tor entfernt.
Der Seitfallzieher ist die einfachere Variante des Fallrückziehers, bei welcher der Spieler den Ball auch in der Luft – jedoch nicht über den eigenen Kopf – schießt und dabei seitlich landet.
Mehreren Fußballspielern wird der Titel als „Erfinder des Fallrückziehers“ zugeschrieben. Teils gilt der Italiener Carlo Parola als Erfinder, doch sollen der Brasilianer Leônidas da Silva 1938 beim 6:5 gegen Polen in Straßburg und der italienische Fußballspieler Silvio Piola 1939 gegen Deutschland mit einem Fallrückzieher ein Tor erzielt haben. Eine andere These stammt aus Chile, wo 1914 Ramón Unzaga ein Fallrückzieher gelungen sein soll, jedoch ist der Fallrückzieher von 1927 des Chilenen David Arellano international bekannt geworden, der deshalb im Großteil der spanischsprechenden Welt la chilena genannt wird. In Peru wiederum ist der Fallrückzieher als Chalaca bekannt. Der Name rührt aus einer Abwandlung der Bezeichnung für die Einwohner Callaos her. Dort wird behauptet, diese Technik sei Ende des 19. Jahrhunderts dort erfunden worden.

In Deutschland ist vor allem der Mittelstürmer Klaus Fischer für seine legendären Fallrückziehertore bekannt. Er erzielte sie in den 1970er- und 1980er-Jahren für die deutsche Nationalmannschaft und den FC Schalke. Sein am 16. November 1977 im Länderspiel gegen die Schweiz im Stuttgarter Neckarstadion erzieltes Fallrückzieher-Tor wurde zum Tor des Monats, des Jahres, des Jahrzehnts und des Vierteljahrhunderts gewählt. Es gilt vielen als Jahrhunderttor. Im Deutschen Fußballmuseum kann dieser Treffer von Besucherinnen und Besuchern in einer interaktiven Inszenierung nachvollzogen werden. Auch im legendären WM-Halbfinale 1982, der Nacht von Sevilla, gelang Fischer ein Tor per Fallrückzieher.